# We the Best Forever
We the Best Forever è il quinto album discografico in studio del rapper statunitense DJ Khaled, pubblicato nel 2011.

## Tracce
1. I'm on One (featuring Drake, Rick Ross and Lil Wayne) – 4:56
2. Welcome to My Hood (featuring Rick Ross, Plies, Lil Wayne & T-Pain) – 4:10
3. Money (featuring Jeezy & Ludacris) – 3:55
4. I'm Thuggin (featuring Waka Flocka & Ace Hood) – 4:16
5. It Ain't Over Til It's Over (featuring Mary J. Blige, Fabolous & Jadakiss) – 3:13
6. Legendary (featuring Chris Brown, Keyshia Cole & Ne-Yo) – 4:16
7. Sleep When I’m Gone (featuring Cee Lo Green, The Game & Busta Rhymes) – 5:22
8. Can't Stop (featuring Birdman & T-Pain) – 2:49
9. Future (featuring Ace Hood, Meek Mill, Big Sean, Wale & Vado) – 5:35
10. My Life (featuring Akon & B.o.B) – 3:31
11. A Million Lights (featuring Kevin Rudolf, Tyga, Mack Maine, Jae Millz & Cory Gunz) – 4:29
12. Welcome to My Hood (Remix) (featuring T-Pain, Ludacris, Busta Rhymes, Twista, Mavado, Birdman, Ace Hood, The Game, Fat Joe, Jadakiss, Bun B & Waka Flocka) – 7:10

## Classifiche
| Classifica (2011)           | Posizione raggiunta |
| --------------------------- | ------------------- |
| Stati Uniti (Billboard 200) | 5                   |